# Abuta chocoensis
Abuta chocoensis är en tvåhjärtbladig växtart som beskrevs av B.A. Krukoff och R.C. Barneby. Abuta chocoensis ingår i släktet Abuta och familjen Menispermaceae. Inga underarter finns listade i Catalogue of Life.